# Werner Paulussen
Werner Paulussen (* 5. April 1960 in Birkenfeld) ist ein deutscher Industriedesigner. Er gründete 1992 Paulussen Design & Consulting in Düsseldorf-Oberkassel.

## Leben
Paulussen studierte Kommunikationsdesign an der Fachhochschule Trier und Industriedesign an der Bergischen Universität Wuppertal.
Nach dem Diplom arbeitete Paulussen bei dem Designbüro „Studio Produktgestaltung“ und war dort maßgeblich an der Entwicklung des Mähdreschers Lexion und des Feldhäckslers Jaguar für Claas beteiligt. Weitere Projekte waren Fahrradschlösser, Elektronik-Geräte und Haushaltsgeräte.
Seit 1994 betreut Paulussen den Bereich Transportation Design mit dem Schwerpunkt Straßenbahnen für die Duewag AG und war hier weltweit für über 50 Projekte als verantwortlicher Designer tätig. In 21 Städten fahren Fahrzeuge mit Design von Paulussen: Potsdam, Karlsruhe, Augsburg, Freiburg im Breisgau, Erfurt, Nordhausen, Duisburg, Düsseldorf, Ulm, Köln, Basel, Bern, Hiroshima, Bursa, Athen, Amsterdam, Posen, Melbourne, Almada und Budapest. In Dalian fährt ein Plagiat des Combino.
Sein bekanntestes Werk ist die Combino-Niederflurstraßenbahn für Duewag AG, die er von dem ersten Entwurf 1994 bis heute betreut. Das Design zeichnet sich durch eine sehr klare eindeutige Linienführung und gleichzeitig durch hohe Funktionalität, gute Ergonomie und die starke Berücksichtigung von Ökonomie und Wartungsfreundlichkeit aus. Der Combino wurde 1997 mit dem Designpreis des Landes Nordrhein-Westfalen und 1998 mit dem Designpreis red dot design award vom DesignZentrum NRW ausgezeichnet. Das Plagiat in Dalian erhielt den Negativpreis Plagiarius.
Weitere Fahrzeuge mit Design von Paulussen sind die Zweisystem-Stadtbahn Karlsruhe mit Bistro, die Hochflur-Straßenbahnen für Bursa (Türkei), die gescheiterte Stadtbahn CitySprinter für Köln, der SkyTrain für den Düsseldorfer Flughafen, eine Niederflur-Straßenbahn für Bergen, Norwegen, Designstudien für die Berliner Verkehrsbetriebe und Trolleybusse von Vossloh Kiepe für Athen.
Wichtige Arbeiten neben dem Fahrzeugdesign sind Elektronikterminals für Siemens, Fahrgastsicherheitssysteme für Vossloh Kiepe und der System-Rollstuhl Primus 2 für Meyra. Dieser wurde 1998 mit dem Designpreis IF des Industrie-Forums Hannover und 1999 mit dem Designpreis des Landes Nordrhein-Westfalen ausgezeichnet.
Paulussen ist Mitglied in den Berufsverbänden Deutscher Designer-Verband e.V. DDV, VDID der Allianz deutscher Designer und im Deutschen Werkbund und wurde u. a. von der RWTH Aachen, dem IDZ und dem Verband Deutscher Verkehrsunternehmen zu Vorträgen über Transportation Design im ÖPNV eingeladen.
Seit 2. Oktober 2021 ist Paulussen 1. Vorsitzender des Deutschen Werkbunds Nordrhein-Westfalen.